# Thomas Micheloud
Thomas Micheloud, pronunciado Tomás Micheloud (Comodoro Rivadavia, Provincia del Chubut, 4 de septiembre de 2003) es un piloto argentino de automovilismo. Iniciado en el ámbito del karting provincial, pasó a la Fórmula 4 Nueva Generación en 2018 y contando apenas con 15 años de edad.
En los años siguientes repartió su actividad en las categorías Fórmula 4 Nueva Generación, Fórmula Metropolitana y Top Race Junior. De esta última, se proclamó campeón de su temporada 2020, a principios del año 2021.
Entre sus relaciones personales, su hermano mayor Gustavo Micheloud también es piloto de automovilismo, habiendo sido subcampeón de TR Junior en 2009.

## Biografía
Iniciado en el ámbito del karting de su provincia, donde se proclamó campeón en 2017 de la Clase ProKart de la Asociación de Karting Patagonia Sur, la trayectoria profesional de Thomas Micheloud inició en el año 2018, al debutar en la Fórmula 4 Nueva Generación, dentro del equipo de Marcos Ayala. Dado que su debut fue a mitad de torneo, esta temporada fue tomada para acumular experiencia.
En 2019 desdobló por primera vez su carrera, ya que a sus participaciones en la F4NG se sumó su debut en la Fórmula 3 Metropolitana, siempre de la mano de Ayala Sport. Sin embargo, a mitad de temporada se produjo un doble cambio al dejar la escudería Ayala, para pasar a competir en el 130R Motorsport de Ivo Tomasevich, con el que obtuvo sus mejores resultados en la F4NG, al subir 3 veces al podio, clasificar al Play off y conquistar su primera poleposition. Por otra parte, hizo lo propio en la F3M al pasar al equipo Cepeda Racing.
En 2020 se produjo un nuevo salto de calidad en su carrera deportiva, ya que a sus participaciones en la F3M se le sumó su debut en categorías de turismos, al incorporarse a la Top Race Junior, donde se presentó al comando de un prototipo Junior del Yerobi Racing, identificado con rasgos de diseño del modelo Mercedes-Benz CLA. Durante su paso por esta categoría se produjeron distintas alternativas. La primera de ellas fue que, debido a la parálisis de actividades como consecuencia de la pandemia por COVID-19 acaecida en Argentina, el campeonato debió definirse en los primeros días de 2021 (similar situación se dio con el campeonato de Fórmula 3 Metropolitana). Y en segundo lugar, tras sus tres primeras carreras con el equipo de Lucas Yerobi, resolvió cambiar de equipo al pasar a la estructura de Lautaro Pérez, donde pasó a representar a la marca Chevrolet. Finalmente, con esta unidad y equipo, Micheloud se proclamó campeón de la Top Race Junior, logrando su primer título de automovilismo a nivel nacional.

## Trayectoria
| Temporada | Categoría                  | Equipo              | Coche                  | Carreras     | Victorias    | Podios       | Poles        | VR           | Puntos       | Pos.         |
| --------- | -------------------------- | ------------------- | ---------------------- | ------------ | ------------ | ------------ | ------------ | ------------ | ------------ | ------------ |
| 2018      | Fórmula 4 Nueva Generación | Ayala Sport         | Crespi-Audi            | 10           | 0            | 0            | 0            | 0            | 87.00        | 24.º         |
| 2019      | Fórmula 4 Nueva Generación | Ayala Sport         | Crespi-Audi            | 7            | 0            | 0            | 0            | 0            | 387.00       | 5.º          |
| 2019      | Fórmula 4 Nueva Generación | 130R Motorsport     | Crespi-Renault         | 9            | 0            | 3            | 1            | 0            | 387.00       | 5.º          |
| 2019      | Fórmula 3 Metropolitana    | Ayala Sport         | Crespi-Renault         | 4            | 0            | 0            | 0            | 0            | 51.50        | 12.º         |
| 2019      | Fórmula 3 Metropolitana    | Cepeda Racing       | Crespi-Renault         | 11           | 0            | 0            | 1            | 0            | 51.50        | 12.º         |
| 2020-21   | Top Race Junior            | Yerobi Racing       | Mercedes CLA Junior    | 3            | 0            | 1            | 0            | 0            | 53.00        | 1.º          |
| 2020-21   | Top Race Junior            | LFP Racing Team     | Chevrolet Cruze Junior | 6            | 5            | 5            | 5            | 2            | 53.00        | 1.º          |
| 2020-21   | Fórmula 3 Metropolitana    | Cepeda Racing       | Crespi-Renault         | 10           | 0            | 1            | 0            | 0            | 133.50       | 20.º         |
| 2020-21   | Fórmula 3 Metropolitana    | CB Racing           | Crespi-Renault         | 2            | 0            | 0            | 0            | 0            | 133.50       | 20.º         |
| 2021      | TC Mouras                  | Candela Competición | Ford Falcon            | 9            | 0            | 2            | 0            | 0            | 256.50       | 23.º         |
| 2022      | TC Mouras                  | Candela Competición | Ford Falcon            | 11           | 0            | 3            | 0            | 0            | 305,0        | 6.º          |
| 2023      | TC Pista                   | Candela Competición | Ford Falcon            | 11           | 0            | 0            | 0            | 0            | 144          | 31.º         |
| 2023      | Top Race V6                | Octanos Competición | Fiat Cronos            | 4            | 0            | 0            | 0            | 0            | 23           | 16.º         |
| 2024      | TC2000                     | Octanos Competición | Fiat Cronos            | Disputándose | Disputándose | Disputándose | Disputándose | Disputándose | Disputándose | Disputándose |
| Fuente:   |                            |                     |                        |              |              |              |              |              |              |              |

## Palmarés
| Título  | Categoría       | Automóvil              | Año  |
| ------- | --------------- | ---------------------- | ---- |
| Campeón | Top Race Junior | Chevrolet Cruze Junior | 2020 |